# Evert Taubes terrass

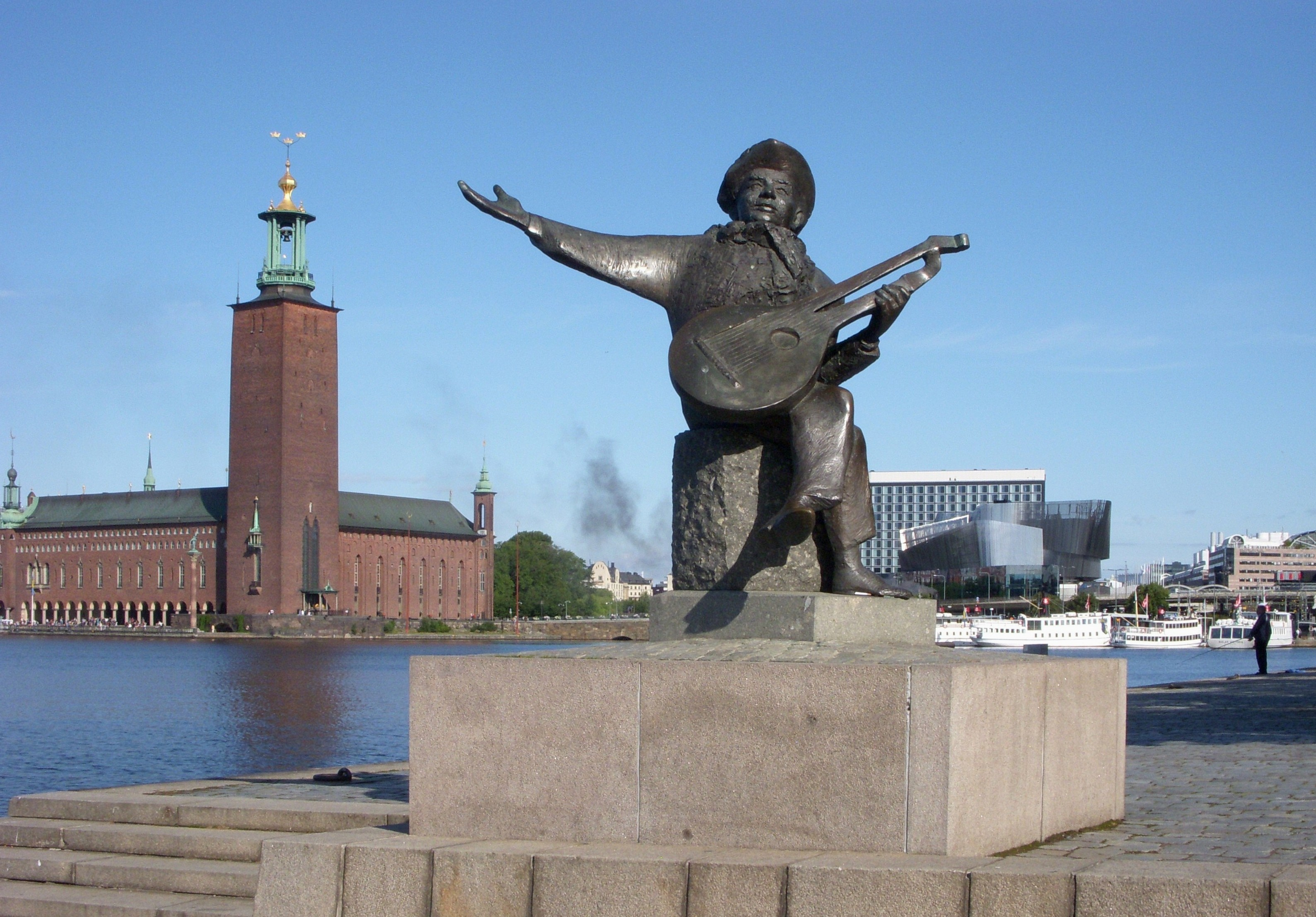
Evert Taube-skulpturen.

Evert Taubes terrass är en stensatt plats på västra Riddarholmen i Stockholm. Terrassen ligger mellan Wrangelska palatset och Riddarfjärden och utgör en del av Norra Riddarholmshamnen. På Evert Taubes terrass står sedan 1990 Taubes staty, skulpterad av Willy Gordon.
Evert Taubes terrass anlades i början av 1960-talet och fick sitt namn 1983 efter trubaduren Evert Taube. 1990, till 100-årsminne av Taubes födelse, restes en bronsskulptur av Willy Gordon, föreställande Evert Taube, iförd sombrero och poncho. I ena handen håller han sin luta, med den andra visar han över Riddarfjärden och Södermalm, där han bodde. Bakom honom reser sig Stockholms stadshus. Skulpturen var en gåva från Sällskapet Evert Taubes vänner. Sockeln är huggen av granit från Vinga, Taubes födelseort.
Vid terrassens sydvästra del finns skulpturen "Solbåten" av skulptören Christian Berg, rest 1966.

## Majbrasa
Varje valborgsmässoafton sedan 1977, med undantag från restriktionerna under Covid-19-pandemin 2020-2022, har Södermalms socialdemokratiska partikrets anordnat majbrasa på Riddarholmen och sedermera Evert Taubes terrass.

## Bilder

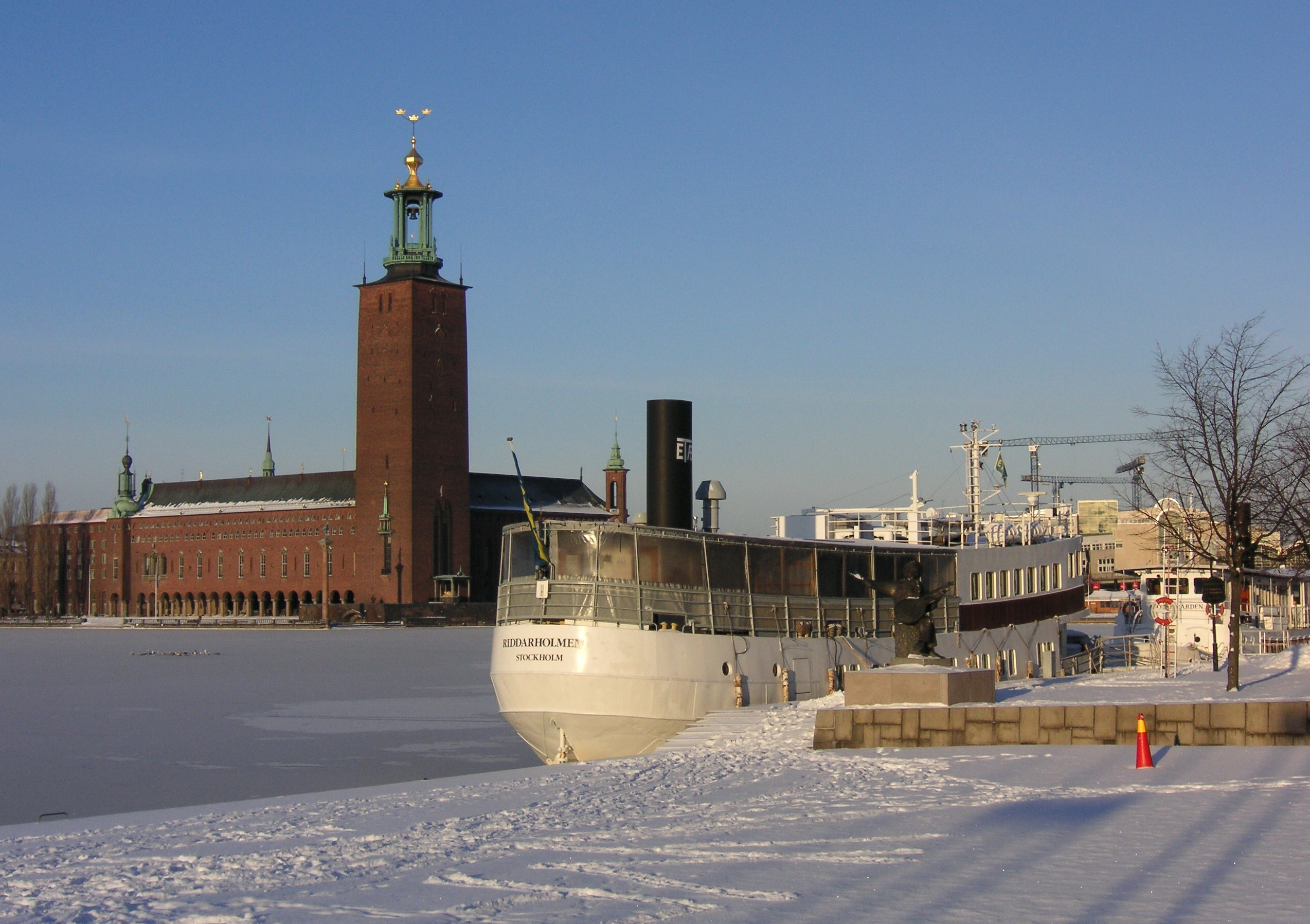
Terrassen med Stadshuset
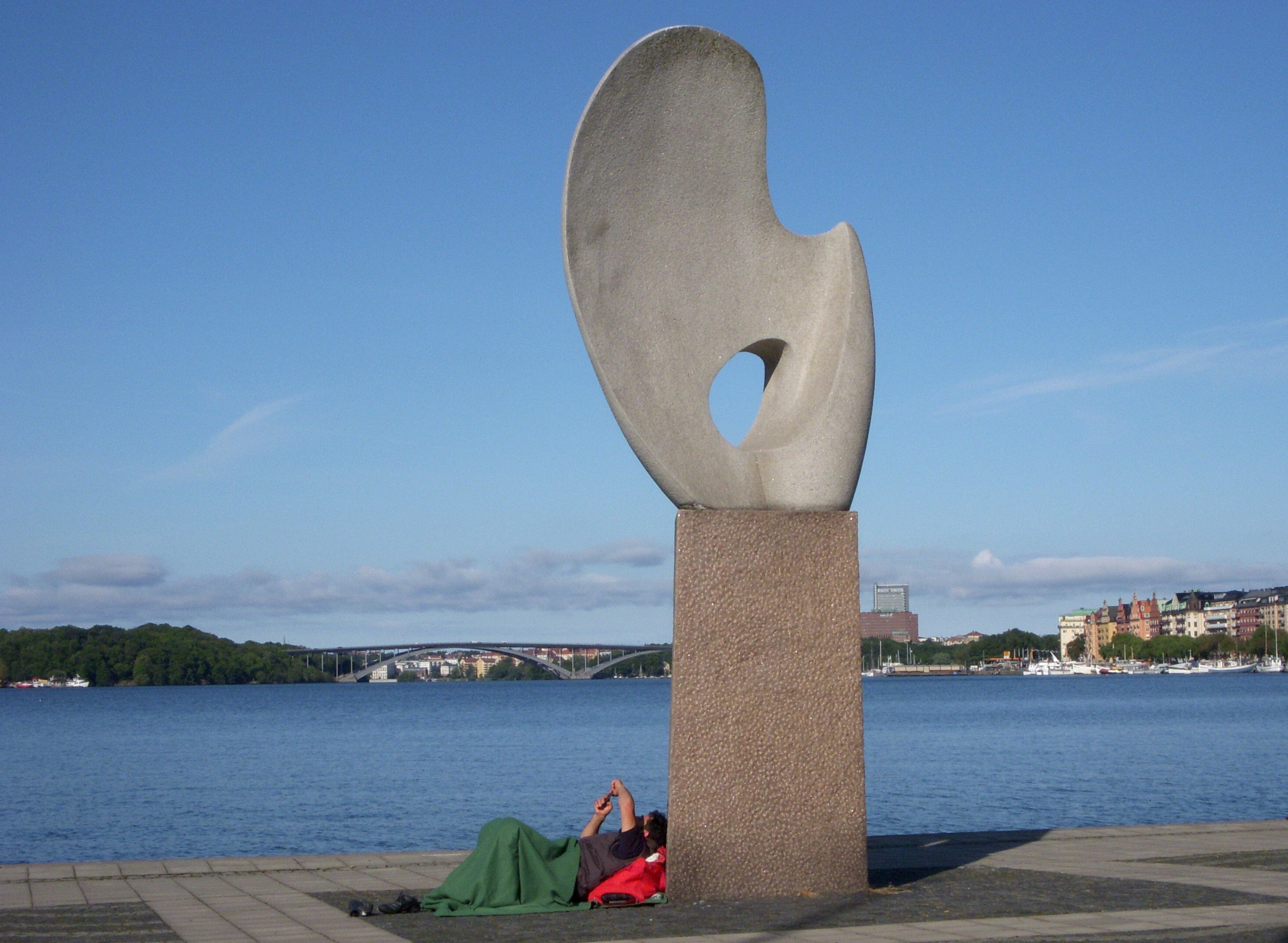
"Solbåten"
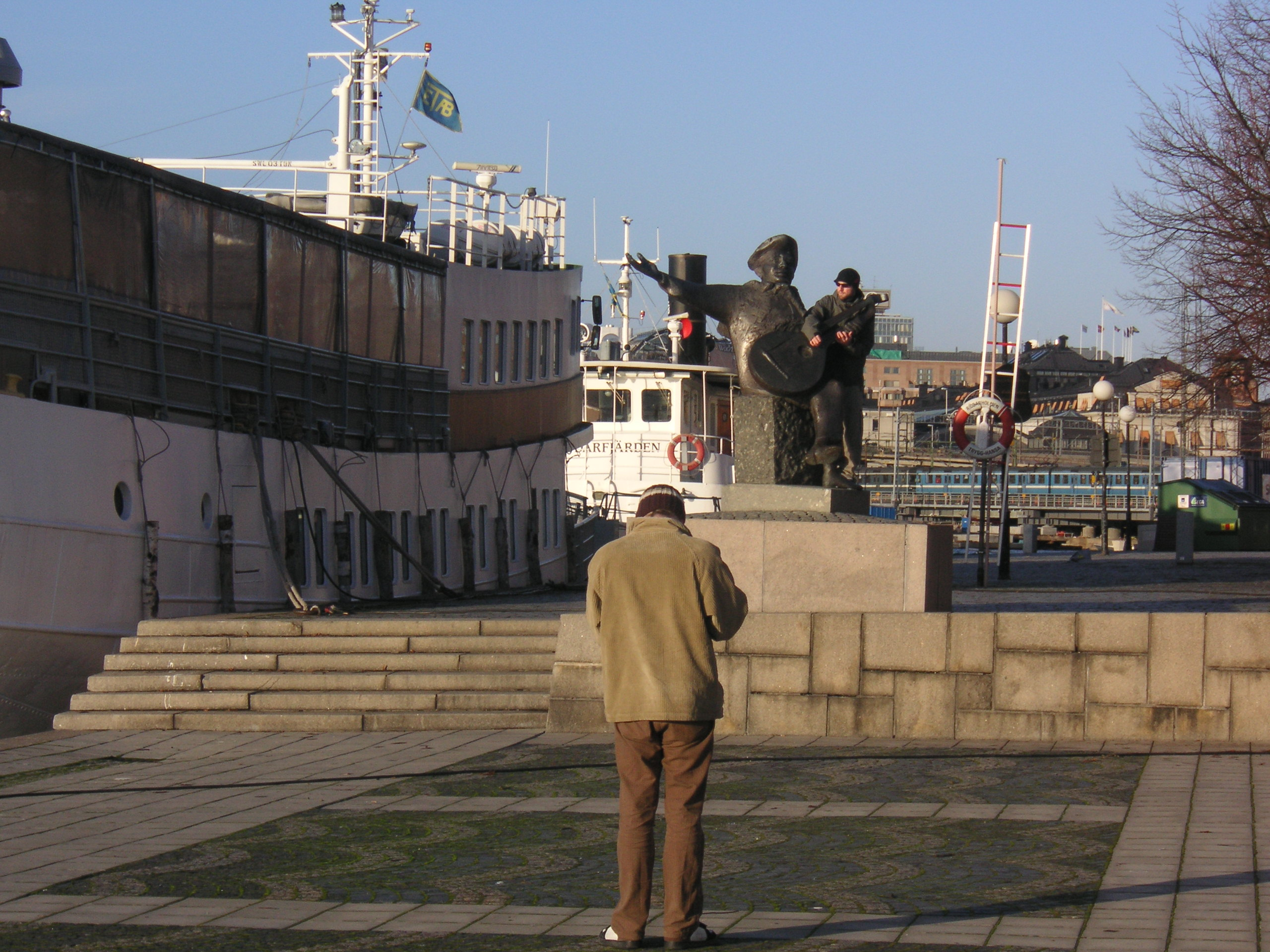
Terrassen med turister
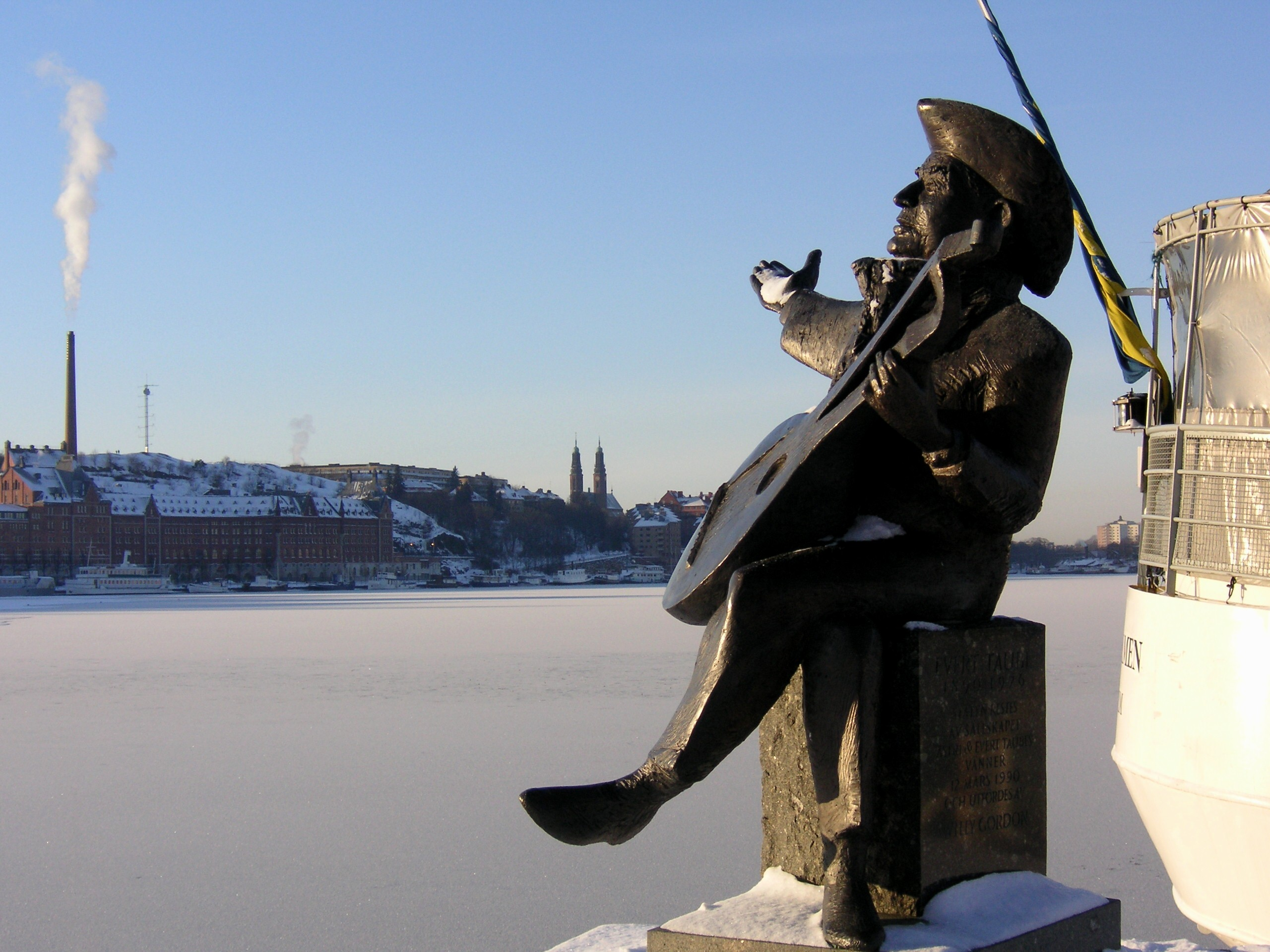
Evert Taube-skulpturen